# HUD (videohry)
HUD (head-up display, popř. heads-up display) je v počítačových videohrách typ zobrazování informací a údajů o hráči za pomocí grafického uživatelského prostředí. Jeho název HUD je převzat z moderního letectví. HUD nejčastěji zobrazuje herní informace, jako je zdraví, zbývající munice nebo postup ve hře, jako například úroveň nebo obtížnost.

## Zobrazeno na HUD

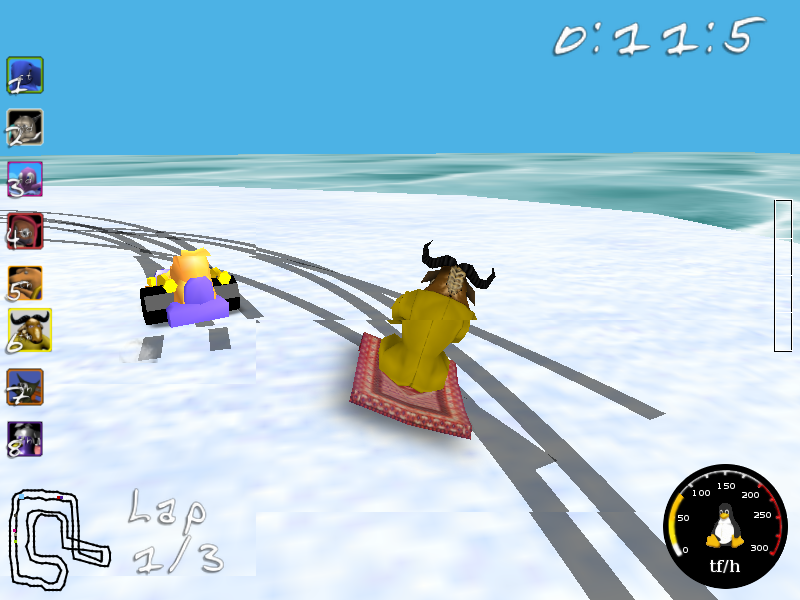
Ve hře SuperTuxKart nám HUD zobrazuje hráčovu rychlost, pozici, a mapu.

Nejčastěji bývají v hrách zobrazovány prostřednictvím HUD tyto informace:
- Health/lives – Zbývající život. Tyto údaje jsou zejména použité u her typu First-person shooter.
- Time – Čas. Tento údaj může zobrazovat čas který jsme strávili v jednom kole, nebo naopak čas zbývající k dokončení mise.
- Weapons/ammunition – Mnoho akčních her s pohledem z první osoby (First-person shooter) nebo s pohledem z třetí osoby (Third-person shooter) používá tento údaj, aby informoval hráče o právě používané zbrani. Dále je zde možnost vidět, kolik nám zbývá munice k vyprázdnění zásobníku.
- Map – Zpravidla malé okénko informující o nejbližším okolí.
- Tachometr – Používá se u závodních nebo sportovních her, kdy nám tato informace dává údaj o rychlosti v kilometrech nebo mílích za hodinu.